# パウル・シルハフスキー
- パウル・シルハウスキー
- パウル・フォン・シルハフスキー
- ポール・フォン・シルハウスキー

パウル・シルハフスキー（Paul Schilhawsky, 1918年11月9日 - 1995年7月2日）は、オーストリアのピアノ奏者・指揮者・音楽教育者。

## 経歴
1918年、ザルツブルク生まれ。1937年から1941年までモーツァルテウム音楽院でフランツ・レドヴィンカにピアノ、クレメンス・クラウスに指揮法を学ぶ。
1942年からザルツブルク州立劇場のコレペティートルになり、モーツァルテウム音楽院のオペラ学科で教鞭を執りながらピアノ奏者としてコンサート活動も行った。1945年にザルツブルク州立劇場の楽長に昇格し、1948年までその職を務めた。
教育者としては、1948年から1950年までリスボンで教鞭を執った。1951年には母校のモーツァルテウム音楽院院に戻り、1953年からピアノの指導も行うようになった。1971年から1979年までモーツァルテウム音楽院の院長であり、1972年から10年間にわたってモーツァルテウム音楽院の夏季講習コースのディレクターも務めた。1983年と1984年には ヴィルクローズ音楽アカデミー(パリ・私立)でも教えた。1995年、パリにて死去。